# 북태평양 기단
북태평양 기단(北太平洋氣團)은 해양성 열대 기단으로, 태평양 아열대기단 서부에 해당한다. 주로 따뜻한 계절에 발달한다. 이 기단은 고기압 형태로 나타나기 때문에 북태평양 고기압(北太平洋高氣壓, 영어: North Pacific High)으로도 불린다. 이 기단은 기온이 높고 하층이 습하며 상공이 건조하기에 고온 다습하다.
겨울 동안 북태평양 지역은 계절풍 영향을 받기에 열대 기단 생성에 적합하지 않다. 그래서 겨울엔 주로 하와이 부근에 머무른다. 봄이나 가을에는 저기압 영향을 받는 온난 지역에 이 기단이 자리잡는다. 여름이 가까워지면 점차 서쪽으로 영역이 커져 6월 말경 동아시아 남쪽 바다까지 그 세력이 커져간다. 한여름에 이르러 영역이 가장 커져 한반도 및 동아시아는 거의 이 기단에 덮힌다. 커지거나 작아지는 과정에서 이 기단 가장자리로 장마가 형성되며, 태풍 경로도 이 가장자리에 형성된다.

## 같이 보기
- 기단
- 시베리아 기단
- 양쯔강 기단
- 오호츠크해 기단
- 적도 기단